# La Plus Grande Discothèque du monde
 (janvier 2016).
Si vous disposez d'ouvrages ou d'articles de référence ou si vous connaissez des sites web de qualité traitant du thème abordé ici, merci de compléter l'article en donnant les références utiles à sa vérifiabilité et en les liant à la section « Notes et références ».
La plus grande discothèque du monde est un évènement unique au monde à l'époque. Un immense concert ayant eu lieu au Palais omnisports de Paris-Bercy le 5 mai 1990. Sur une idée originale de Thierry Bruant et Gilbert Di Nino, ce concert a réuni une pléiade d'artistes de la dance, musique émergente à cette époque et fut un énorme succès. Il était animé par Alexandre Debanne et Roxanne pour M6. DJ Diego, DJ Eddy (Eddy Gronfier) et DJ Deuc (Michel Decroix) ont mixé pour Fun Radio avant et après le concert en Live. Jean Drussel anima également durant la soirée pour l'un des partenaires de la soirée « Le Discovery Show » Peter Stuyvesant Travel. Six mois plus tard, un premier 33 tours ayant pour partenaire Fun Radio et avec la participation de Scorpio Music en tant que maison de disques fut mis en vente et récompensé, peu de temps après, par un disque d'or. Il y eut ensuite plus de 25 albums vendus à plus de 15 000 000 d'exemplaires pendant plus de 8 ans.

## Concept
L'idée de Thierry Bruant et Gilbert Di Nino était de réunir pour la première fois, en un seul lieu, dans une des plus grandes salles du monde, une multitude d'artistes dance music et d'en faire, un concert, une gigantesque discothèque à danser, une émission de télévision de près de 3 heures, en direct à la radio. Un évènement jamais organisé auparavant...

## Histoire
Par la suite, un nouveau volume est sorti tous les 6 mois, toujours avec Fun Radio, jusqu'au volume 3 en novembre 1991. À partir du volume 4 (mai 1992) et jusqu'au volume 9 (novembre 1994), ce fut au tour de Skyrock de prendre le relais puis, du volume 10 (mars 1995) au volume 16 (mars 1998), NRJ chapeauta l'opération. À partir du volume 17 (novembre 1998), les ventes baissèrent, en raison de l'absence de partenaire radio et du développement d'Internet, ce qui conduisit à la disparition de la compilation après le volume 24 (en 2004).
Toute une collection du volume 1 au 24 est disponible vendue séparément.

## Les compilations
Source des titres sur discogs.com